# Pavia (Iloilo)
Pavia is een gemeente in de Filipijnse provincie Iloilo op het eiland Panay. Bij de laatste census in 2010 telde de gemeente bijna 44 duizend inwoners.

## Geografie

### Bestuurlijke indeling
Pavia is onderverdeeld in de volgende 18 barangays:
| - Aganan - Amparo - Anilao - Balabag - Cabugao Norte - Cabugao Sur - Jibao-an - Mali-ao - Pagsanga-an | - Pal-agon - Pandac - Purok I - Purok II - Purok III - Purok IV - Tigum - Ungka I - Ungka II |

## Demografie
Pavia had bij de census van 2010 een inwoneraantal van 43.614 mensen. Dit waren 4.339 mensen (11,0%) meer dan bij de vorige census van 2007. Ten opzichte van de census van 2000 was het aantal inwoners gegroeid met 10.790 mensen (32,9%). De gemiddelde jaarlijkse groei in die periode kwam daarmee uit op 2,88%, hetgeen hoger was dan het landelijk jaarlijks gemiddelde over deze periode (1,90%).

De bevolkingsdichtheid van Pavia was ten tijde van de laatste census, met 43.614 inwoners op 27,15 km², 1606,4 mensen per km².